# Pammene oxycedrana
Pammene oxycedrana is een vlinder uit de familie bladrollers (Tortricidae). De wetenschappelijke naam is voor het eerst geldig gepubliceerd in 1876 door Millière.
De soort komt voor in Europa.